# 聯合航空93號班機恐怖襲擊
聯合航空93號班機是美國國內定期客運航班，於2001年9月11日（即九一一襲擊事件當天）上午被四名基地组织恐怖分子劫持。劫機者原定計劃將飛機撞向华盛顿哥伦比亚特区的聯邦政府大樓，但在乘客的反抗下，飛機最終在賓夕法尼亞州萨默赛特县尚克斯维尔附近石溪镇的一處田野墜毀。劫機者雖然沒有完成預定目標，卻造成機上所有人死亡。涉事客機是聯合航空一架波音757-222型客機，載有44名乘客和機組人員，當時正執飛每日早上從新澤西州紐瓦克國際機場飛往加利福尼亞州舊金山國際機場的航班，這也是當天被劫持航班當中唯一一架目的地不是洛杉磯的航班，也是唯一一架最後沒有撞擊進入建築物的航班。
飛行46分鐘後，當劫機者衝進駕駛艙時，不僅殺害了機艙內的一名乘客，還制服了飛行員，而飛行員就立刻按下麥克風，讓地面控制人員能夠聽到艙內情況。劫機領導者齊亞德·賈拉為了達成劫機任務曾接受過飛行員培訓，因此在事發當天控制了聯航93號班機並將其航線折返回東岸地區，而他的同夥使用武力手段，將剩餘的乘客和機組人員移動到飛機後部。同時，許多人開始打電話給地面聯繫人，因此劫機者執行襲擊任務的真正目的在幾分鐘內就被洩露了。
該班機於上午8點42分起飛時，已經比原計劃晚了42分鐘，雖然劫機者決定再等待46分鐘才發動襲擊，但該班機上的乘客和機組人員很快知道這些被劫持的客機也曾對紐約世貿中心雙子塔和靠近華盛頓特區的弗吉尼亞州阿靈頓縣的五角大楼發動自殺式襲擊。劫機事件開始後29分鐘，即上午9點57分，乘客開始進行反擊，並試圖控制飛機，但六分鐘後，在距離國家首都地區約20分鐘的航程時間，劫機者將飛機墜入於石溪鎮，離印第安湖和尚克斯維爾不遠的露天礦附近一片田地。地面上有一個人目睹了這次墜機事件，而新聞機構在墜機後一小時內開始報導這事件。
聯合航空93號班機是在9月11日被恐怖分子劫持的第四架也是最後一架客機，也是唯一一架沒有到達基地组织預定目標的客機，哈立德·谢赫·穆罕默德和拉姆齊·本·希卜因為聲稱該班機的襲擊目標是美國國會大廈而被認為是此次襲擊的主要發起者。這起劫機事件本來應與美國航空77號班機的劫機事件相協調，但該航班在聯航93號班機墜毀前不久襲擊了五角大樓。聯航93號班機發生襲擊後不久，在墜機地點附近建立了一個臨時紀念碑，而永久性聯合航空93號國家紀念館的建設於2011年9月10日落成，一個以混凝土和玻璃搭建的遊客中心（位於俯瞰現場的山上）於四年後開放。

## 劫机者

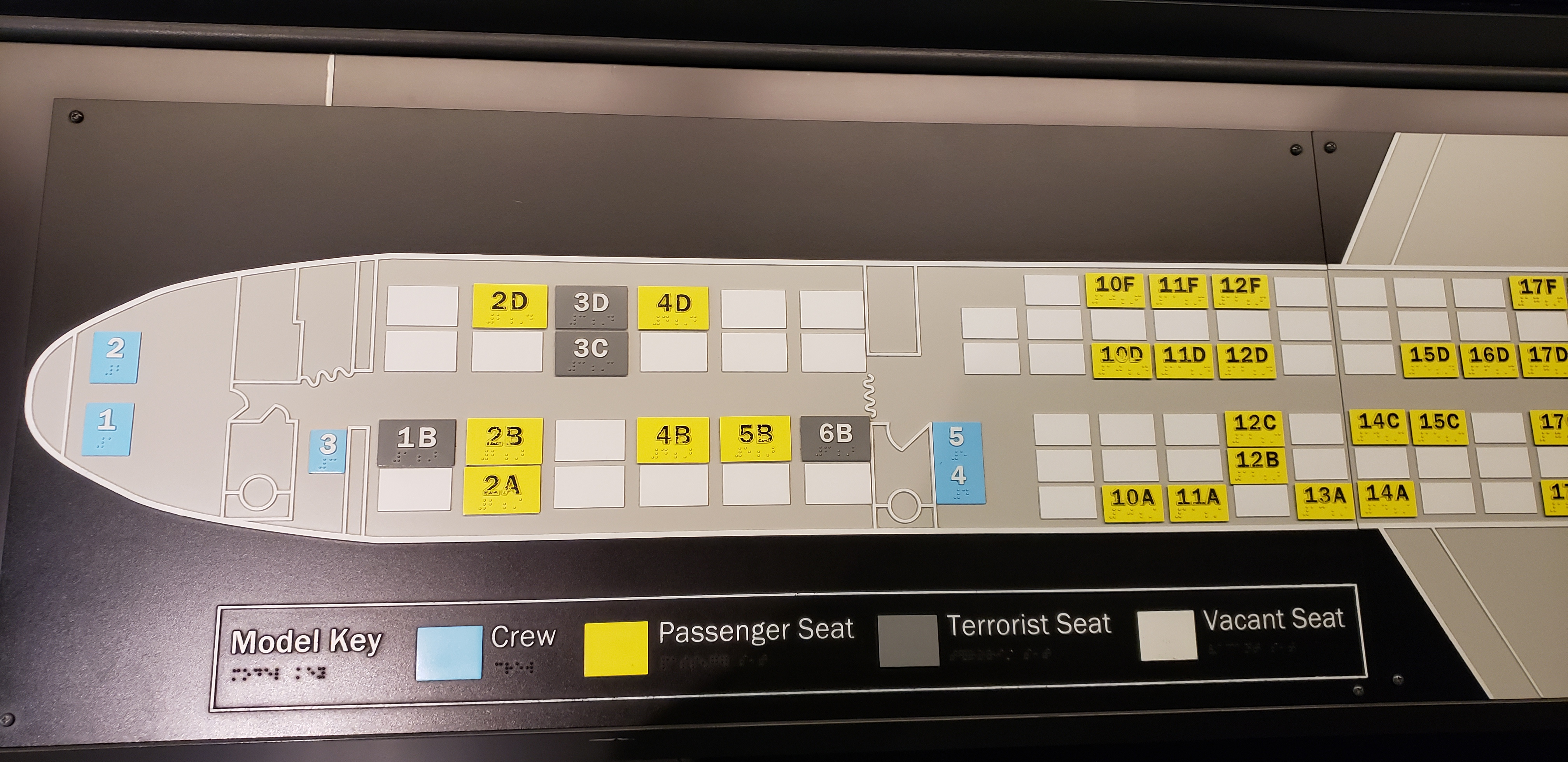
联航93号班机座位图

聯航93號班機的劫持是由基地组织成員齊亞德·賈拉領導的。賈拉出生於黎巴嫩的一個富裕家庭，接受世俗的教育，為了要成為一名飛行員，在1996年移居德國，並進入格賴夫斯瓦爾德大學學習德語。一年後他搬到漢堡除了在漢堡應用科學大學學習航空工程，也在那邊成為一名虔誠的穆斯林，並與激進的漢堡組織有聯繫。
1999年11月，賈拉離開漢堡前往阿富汗生活三個月，隔年1月，會見了基地组织領導人奥萨马·本·拉登，在月底返回漢堡，並於二月通過報告護照被盜獲得了一本沒有蓋章旅行記錄的新護照。
2000年5月，賈拉獲得了美國駐德國大使館簽證，並於6月抵達佛羅里達州後開始接受飛行課程和肉搏戰訓練。在襲擊發生前的幾個月裡，賈拉與他在德國的女友以及在黎巴嫩的家人保持著聯繫，然而這件事讓該陰謀的戰術領導人穆罕默德·阿塔感到不安，如果賈拉選擇退出組織，基地组织策劃者可能會考慮另一名特工扎卡里亞斯·穆薩維來取代他。
四名“肌肉”劫機者接受過衝進駕駛艙並制服機組人員的訓練，其中三名劫機者陪同賈拉乘坐聯航93號班機。第一名劫機者艾哈邁德·阿爾·納米於2001年5月28日持為期6個月的旅遊簽證，與聯合航空175號班機劫機者哈姆扎·阿爾·加姆迪和莫漢德·阿爾·謝赫里的簽證一起抵達佛羅里達州邁阿密。第二個人是艾哈邁德·哈茲納維，於6月8日與美航11號班機劫機者瓦伊勒·謝里一起抵達邁阿密。第三個人是萨伊德·艾尔-甘穆迪，於6月27日與聯航175號班機劫機者法耶茲·巴尼哈馬德一起抵達佛羅里達州奧蘭多。齊亞德·賈拉和萨伊德·艾尔-甘穆迪的護照在聯航93號班機墜機現場被找到，而賈拉的家人稱他是飛機上的“無辜乘客”。
基地组织原本打算由四組五人組成的小組實施襲擊，但到了這一天，只有19名恐怖分子能夠參加，而「失踪」的第20位劫機者就是穆罕默德·卡塔尼，於2001年8月3日從迪拜飛往奧蘭多，並打算在9月11日作為第5位劫機者登上聯航93號班機:28。在這期間，卡塔尼受到官員的訊問，並且被懷疑是否是一名劫機者。由於他名下僅有2,800美元現金養活自己，且使用單程票而被懷疑計劃成為非法移民，因此卡塔尼最終被送回迪拜，並返回沙特阿拉伯。

## 涉事航機

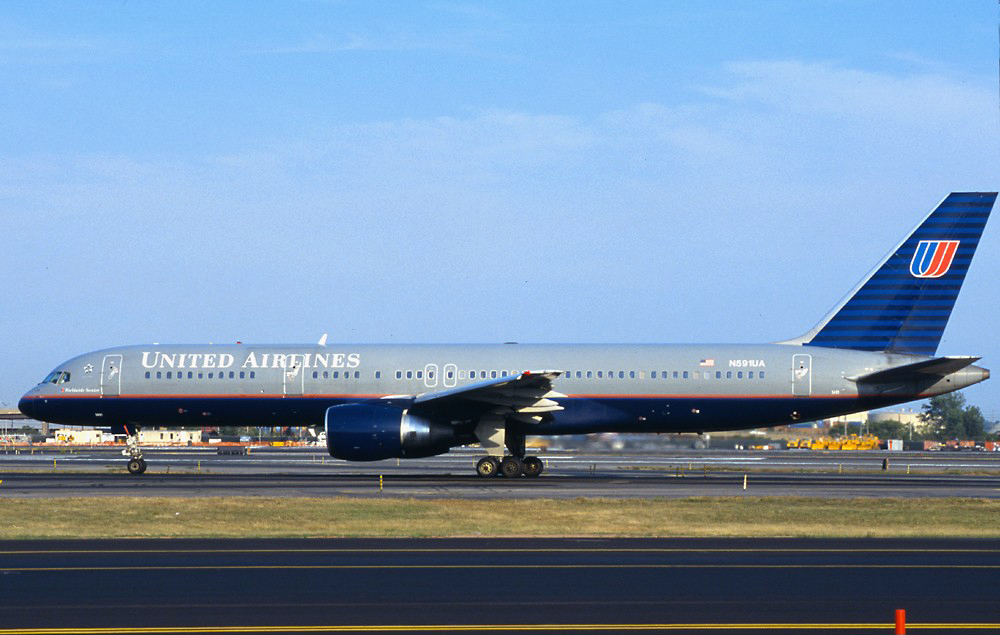
航班所用机型N591UA滑行中，摄于2001年9月8日（被劫机3天前）

被劫持的飛機是一架波音757-222，註冊編號為N591UA，於1996年6月交付給聯合航空公司。該飛機載客量為182名乘客，在9月11日事發當天的班機載有37名乘客，其中包括4名恐怖分子和7名機組人員，載客率為20%，遠低於週二平均載客率52%的聯航93號班機。這七名機組人員分別為機長傑森·達爾（43歲）、副機師小勒羅伊·霍默（36歲）、空中乘务员洛林·貝、桑德拉·布拉德肖、汪達·格林、西西·萊爾斯和事務長黛博拉·威爾士。

### 登机

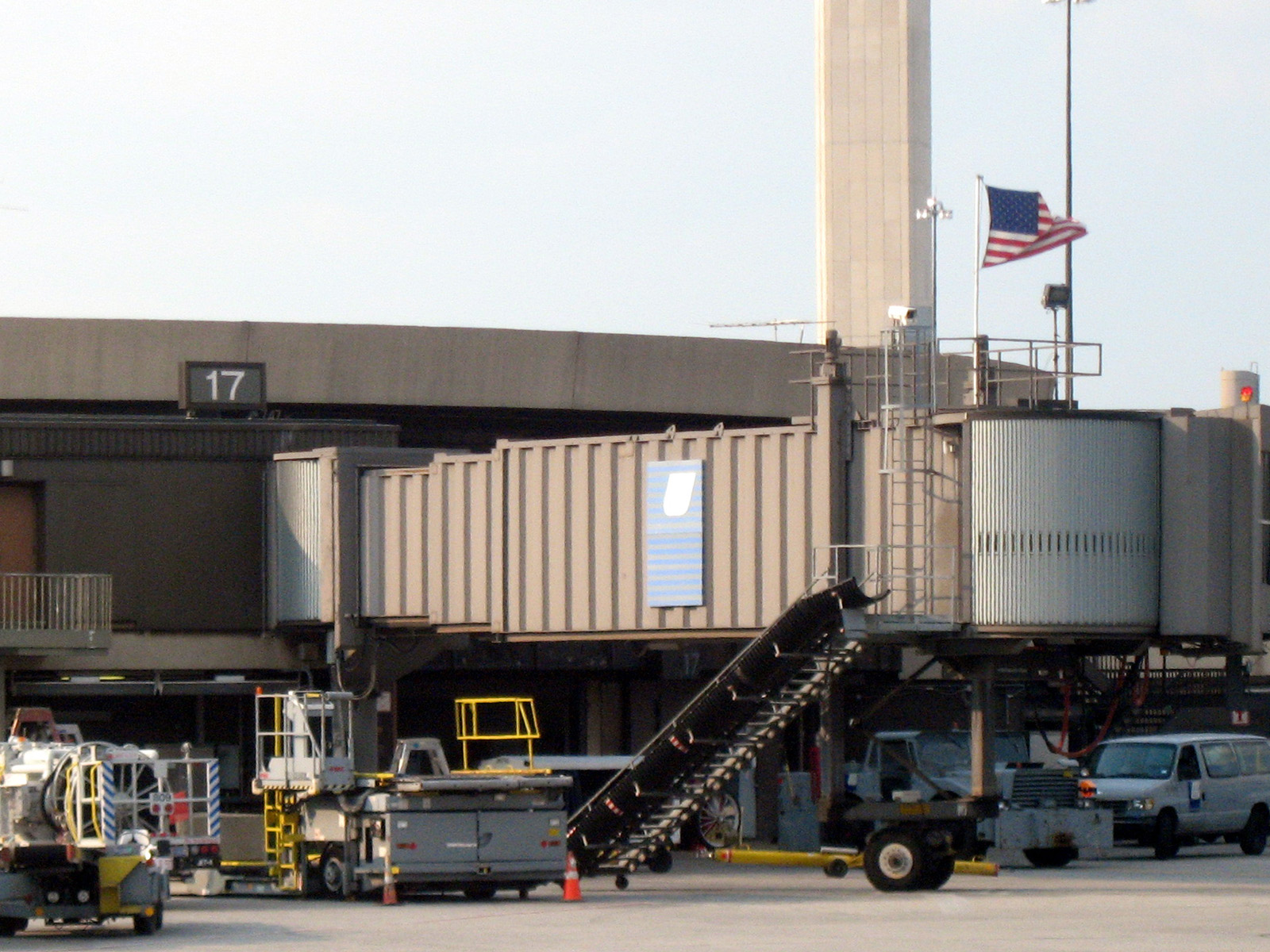
一面美国国旗正于联航93号班机曾用登机口17号飘扬。

9月11日凌晨5點1分，位於紐瓦克的賈拉打電話給位於波士頓的聯合航空175號班機劫機飛行員馬爾萬·謝希，當局認為這是為了確認襲擊計劃正在進行中:64。據了解，謝希在襲擊發生當天早上也與美國航空11號航班劫機者穆罕默德·阿塔進行了溝通，其理由與他與賈拉交談的相同，賈拉和美國航空77號班機的劫機飛行員哈尼·汉约尔之間並未發生類似的通信，但美航77號班機與聯航93號班機的劫持是同時執行的。四名劫機者於東部時間上午7點3分至7點39分之間辦理登機手續。上午7點3分，加姆迪沒有任何行李托運，而納米托運了兩件行李完成報到。上午7點24分，哈茲納維在報到時托運了一件行李；上午7點39分，賈拉沒有攜帶任何行李托運完成報到作業。哈茲納維是唯一被電腦輔助乘客篩選系統（CAPPS）篩出需接受額外檢查的劫機者。他的托運行李接受了額外的爆炸物檢查，然而CAPPS在乘客安全檢查站沒有要求進行額外的檢查，且安檢站人員均未報告劫機者有任何異常情況。
哈茲納維和加姆迪於上午7時39分登機，分別坐在頭等艙6B和3D座位。一分鐘後納米登機，坐在頭等艙3C座位。登機前，賈拉打了五通電話給黎巴嫩，一通打給法國，一通打給德國女友，並在前一天寄了一封告別信來表達他愛她，隨後於上午7點48分登機，坐在1B座位。聯航93號班機上的許多人都可以看到紐約市世貿中心雙子塔的景色，該雙子塔位於哈德遜河對面幾英里之外。飛機原定於上午8點整起飛，並於上午8點1分從A17登機口後推，但因為機場嚴重擁堵，而一直延遲到上午8點42分才起飛。

### 劫机预警
當聯航93號航班在上午8點42分升空時，4分鐘後美航11號班機撞上北塔，聯航175號班機已被劫持，而美航77號班機上的恐怖分子9分鐘後襲擊駕駛艙。上午9點2分，聯航93號班機達到了35,000英尺（11,000）的巡航高度，不到一分鐘後聯航175號班機撞上南塔。
隨著劫機事件被證實，空中交通官員開始通過飞机通信寻址与报告系统（ACARS）發出警告。聯合航空签派员艾德·巴林格於上午9點19分（即175號班機撞擊後16分鐘）開始向聯合航空航班發送駕駛艙文字警告，並在2分鐘後收到來自93號班機的例行ACARS消息，勒羅伊·霍默的妻子梅洛迪·霍默得知世貿中心發生嚴重事件後於上午9點22分向駕駛艙內的丈夫發送了一條ACARS信息，詢問他是否還好，隨後巴林格在上午9點23分再次向93號班機發送警告說道：“小心任何駕駛艙入侵——兩架飛機撞上了世貿中心”，然而，傑森·達爾機長顯然對這條消息感到困惑，因此在上午9點26分回復道：“艾德，請確認最新消息——傑森”。上午9點27分25秒，機組人員對空中交通管制的例行無線電通訊做出了回應，為飛機被劫持前機組人員進行的最後一次通聯。

## 劫机
駕駛艙於上午9點28分被闖入，此時美航11號和聯航175號班機班早已撞進世貿中心，且北塔和南塔分別已經燃燒了近42分鐘和25分鐘。唯一仍在空中的另一架飛機是美航77號班機，距離撞上五角大樓不到九分鐘。這些航班上的劫機者在起飛後不到半小時就劫持了飛機，很可能是在安全帶指示燈熄滅且客艙服務開始後進行襲擊。聯航93號班機的劫機者為什麼等了46分鐘才襲擊駕駛艙的原因不明，但有證據表明，他們至少在上午9點28分5秒之前就進入駕駛艙，因為飛機在這期間30秒內忽然下降了680英尺。

### 驾驶舱的通話
上午9點28分17秒，克利夫蘭空中交通管制員和聯航93號班機附近的飛行員聽到了“難以聽懂的聲音，可能是尖叫或掙扎”。克利夫蘭空中交通管制員回復道：“有人呼叫克利夫蘭嗎？”但沒有收到任何回應。35秒後，飛機再次呼叫。在兩次通話中，一名男子大喊：“求救！求救！離開這裡！離開這裡！離開這裡！”當達爾機長的妻子桑迪·達爾聽磁帶時，梅洛迪·霍默確認那個大喊大叫的人就是副機師小勒羅伊·霍默:153。
飛機在30秒內下降了685英尺（209），之後劫機者才將其穩定下來。9月11日上午，聯航93號班機是唯一一架發出求救信號的被劫持飛機。很可能是因為飛行員已經獲知世貿中心發生的自殺式襲擊事件，並且對闖入駕駛艙保持警惕，所以當他們受到攻擊時，他們按下了麥克風，這樣地面的管制員就可以聽到他們的掙扎。克利夫蘭中心空中交通管制員約翰·沃斯認為這不僅僅是求救，更是警告:81–82。
劫機者控制聯航93號班機的確切時間無法確定。官員們認為，劫機者在上午9點28分左右殺死了乘客馬克·大衛·羅森伯格，襲擊了駕駛艙，並將剩餘的乘客和機組人員轉移到飛機後部，以最大程度地減少機組人員或乘客干擾襲擊的機會。許多乘客在電話中表示，他們只看到了三名劫機者，「9·11」事件調查委員會認為，賈拉一直坐在座位上，直到駕駛艙被佔領，乘客被轉移到飛機後部，然後在乘客看不到的地方接管了飛行控制權。
駕駛艙通話記錄器於上午9點31分57秒開始記錄聯航93號班機的最後30分鐘。此時，賈拉宣布：「Ladies and gentlemen: here the captain.（原文如此）Please sit down, keep remaining seating.（原文如此）We have a bomb on board. So sit.（各位先生女士，這裡是機長廣播：請坐下，留在座位上。機上有炸彈，所以坐下。）」委員會相信賈拉試圖向乘客發布消息，但按錯了按鈕，將消息發送給了克利夫蘭管制員。另一名劫機者穆罕默德·阿塔在美航11號班機上也犯了同樣的錯誤，而管制員聽懂了通話，但回答道：“呼叫克利夫蘭中心嗎？聽不懂你。請再說一遍，慢慢說。”
飛行錄音顯示，一名受傷男子（據信是達爾機長）在駕駛艙內呻吟。當劫機者大聲要求他坐下並停止觸摸某些東西時，該男子反复懇求“不要再這樣了”或“不要”。桑迪認為，達爾機長採取了干擾劫機者的行動，包括可能關閉自動駕駛系統，並重新調整飛機的無線電頻率，使得賈拉對乘客的通話被轉送給空中交通管制員。在錄音中，一名被認為是頭等艙空服員黛比·威爾士的女子被俘，並向劫機者懇求“求求你，不要傷害我。”上午9點35分9秒，賈拉指示自動駕駛系統使飛機掉頭向東飛行，飛機上升至40,700英尺（12,400），隨後空中交通管制員立即將幾架飛機移出聯航93號班機的飛行路線。她在被殺或以其他方式滅聲之前說：“我不想死，我不想死”，隨後一名劫機者用阿拉伯語說：“一切都很好。我完成了。”
上午9點39分，即美航77號班機撞擊五角大樓兩分鐘後，空中交通管制員無意中聽到賈拉說：“Ah, here's the captain: （原文如此） I would like you all to remain seated. We have a bomb aboard, and we are going back to the airport, and we have our demands. So please remain quiet.（啊，這裡是機長廣播：我希望大家都坐在座位上。機上有炸彈，我們要返回機場，我們有我們的要求。所以請保持安靜。）”隨後空中交通管制員再也沒有聽到航班的消息。據該委員會稱，劫機者可能是通過聯合航空公司向包含93號班機在內的跨大陸航班的駕駛艙發送的訊息、警告駕駛艙入侵以及講述紐約襲擊事件等消息得知對世貿中心的襲擊成功了。
在駕駛艙內，受傷男子繼續呻吟，似乎多次關閉自動駕駛系統，截至上午9點40分，喇叭聲表明劫機者在自動駕駛系統上出現問題，正在擺弄綠色旋鈕。一名劫機者用阿拉伯語詢問另一名劫機者：“這個綠色旋鈕？”另一名劫機者回答道：“是的，就是這個。”上午9點41分56秒，受傷男子用呻吟的語氣說：“天啊！:96”。當該男子繼續呻吟時，可以聽到劫機者說：“通知他們，並讓他與飛行員交談；將飛行員帶回來”。由於呻吟的男子被認為是達爾機長，劫機者可能指的是荷馬副機長，這表明他還活著:96。舊金山的一名美聯航員工於上午9點46分經飛機通信尋址與報告系統向該航班發送了一條消息：“已聽到事件報告。請確認一切正常。”

### 乘客及机务
從上午9點30分開始，乘客和機組人員開始使用GTE空中電話和手機來打給官員和家人，總共在航班上撥打了35通空中電話和2通手機電話。十名乘客和兩名機組人員能夠聯繫，並向家人、朋友和其他人提供消息。這種與外界的溝通程度與其他三起劫機事件形成鮮明對比，在其他三起劫持事件中，只有兩到三名人質能夠與地面上的聯繫人取得聯繫。
湯姆·伯內特在上午9點30分32秒開始打了幾通電話給他的妻子迪娜，他解釋說，這架飛機是被自稱擁有炸彈的人劫持的，並表示一名乘客被刀刺傷，且認為炸彈威脅是控制乘客的詭計。他還說，被刺傷的乘客已經死亡，沒有出現脈搏跡象。劫機開始後僅6分鐘，伯內特的妻子向他通報了世貿中心遭到襲擊的情況，這次任務的真實性質就曝光了。從那裡，伯內特很快就拼湊出了劫機者的真實意圖，並回答說他無意中聽到劫機者談論“使這架飛機墜毀......”，然後得出了令人震驚的結論：“哦，天哪。這是一次自殺任務。”他開始向她詢問有關襲擊的信息，不時打斷她，並告訴附近的其他乘客她在說什麼，然後就掛斷了電話。在下一次通話中，迪娜向伯內特通報了五角大樓遭到襲擊的情況。伯內特將此事轉達給其他乘客，並告訴迪娜，他和其他一群乘客正在製定一項計劃來控制飛機。他在最後一次通話中說道：“別擔心，我們會做點什麼。”一名身份不明的空服人員於上午9點32分29秒試圖聯繫聯合航空維修中心。而該呼叫持續了95秒，但無人接聽，因為通話可能正在排隊等待接線生。空服人員桑德拉·布拉德肖於上午9點35分40秒從第33排致電維修中心。她報告說，該航班被機艙和駕駛艙的持刀男子劫持，並刺傷了另一名空乘人員，可能是黛比·威爾士。
據信伯內特提到的遇害乘客是馬克·羅森伯格。羅森伯格是劫機事件後唯一沒有打電話的頭等艙乘客。他坐在5B座位，而哈茲納維坐在他正後方的6B座位。在美航11號航班上，坐在10B座位上的萨塔姆·苏卡米襲擊了坐在他正前方9B座位上的乘客丹尼尔·列文。一種假設是，哈茲納維無緣無故地襲擊了羅森伯格，目的是嚇唬其他乘客和機組人員讓其服從。或者，羅森伯格可能試圖阻止劫機並對抗劫機者:153–154。
馬克·賓漢姆於上午9點37分03秒打電話給他的母親報告說，飛機被三名聲稱擁有炸彈的男子劫持。傑里米·格利克於上午9點37分41秒打電話給他的妻子，告訴她航班被三名看起來是“伊朗人”、戴著紅色頭巾、揮舞著刀子的深色皮膚男子劫持。格利克還報告說，乘客投票決定是否“趕走”劫機者，並一直保持連接狀態直到飛行結束。美聯航西海岸航班空中交通管制協調員亞歷山德羅·“桑迪”·羅傑斯向位於弗吉尼亞州赫恩頓的美国联邦航空管理局（FAA）赫恩登指揮中心發出警報，稱93號班機沒有回應且偏離了航線。一分鐘後，应答机遭到關閉，但克利夫蘭管制員繼續通過主雷達監控飛行。赫恩登中心向FAA總部轉發了93號航班的訊息。約瑟夫·德盧卡於上午9點43分3秒從第26排打電話給他的父親，並告知他航班已被劫持。
乘客勞倫·格蘭可拉打了兩次電話給她的丈夫，一次是在起飛前，一次是在上午9點39分21秒，但他錯過了她的兩次電話。她在4分鐘內又打了7通電話，後來將她的手機借給了馬里昂·布里頓:90, 240。
托德·比默於上午9點43分48秒嘗試打電話給他的妻子，但被轉接到GTE電話接線員麗莎·D·杰斐遜。比默告訴接線員，航班已被劫持，他認為是飛行員的兩個人躺在地板上，死了或受傷了。他還說，其中一名劫機者係著一條紅色腰帶，腰上繫著一枚看起來像炸彈的東西。當劫機者將飛機急轉向南時，比默短暫地驚慌失措，驚呼道：“我們要墜落了！我們要墜落了！”琳達·格隆倫德於上午9點46分5秒打電話給她的妹妹艾爾莎·斯特朗，並留言給她說有“帶著炸彈的人”。
空服人員西西·萊爾斯於上午9點47分57秒打電話給她的丈夫，並留言給他說飛機被劫持了。馬里昂·布里頓於上午9點49分12秒打電話給她的朋友弗萊德·費馬諾。費馬諾回憶道：“她說：‘我們會的。他們會殺了我們，你知道，我們會死的。’我告訴她：‘別擔心，他們劫持了飛機，他們會帶你去兜風，你去他們的國家，然後回來。你留在那裡度假。’你不知道該說什麼——你要說什麼？我一直說同樣的話：‘保持冷靜。’她在哭……尖叫、大喊。”
空服人員桑德拉·布拉德肖於上午9點50分4秒打電話給她的丈夫，告訴他她正在燒水，準備向劫機者潑去。懷尼奧在上午9點53分43秒打電話給她的繼母，四分半鐘後得出結論說道：“我必須走了。他們正在闖入駕駛艙。我愛你。”賈拉於上午9點55分11秒在截获了位于罗纳德·里根华盛顿国家机场内的一个名为WASHINGTON代码为DCA的甚高频全向信标（VOR）信号辅助导航，以便飛往華盛頓特區。
布拉德肖在與丈夫通電話時說：“每個人都在奔向頭等艙。我得走了。再見。”
比默告訴GTE電話接線員麗莎·杰斐遜，他和幾名乘客正在聚在一起，計劃突襲帶炸彈的劫機者。比默與杰斐遜一起背誦了主禱文和第23篇詩篇，促使其他人加入。比默向杰斐遜請求：“如果我沒能成功，請給我的家人打電話，讓他們知道我有多愛他們。”此後，杰斐遜聽到低沉的聲音，比默回答道：“你準備好了嗎？好，我們動手吧。”這是比默對杰斐遜說的最後一句話。
劫機期間，聯航93號班機在從安大略湖上空微重力飛行返回的NASA KC-135飛機的1,000英尺（300）（而不是正常的2,000英尺（610））範圍內經過，而NASA飛行員多米尼克·德爾·羅索回憶起那天早上無線電裡的寂靜是多麼奇怪。

## 反抗
聯航93號班機上的乘客反擊戰於上午9時57分開始，此前乘客們投票決定是否採取行動。在乘客反抗後，飛機離開了華盛頓特區的航線，劫機者開始暴力操縱飛機作為回應。
駕駛艙內的劫機者於上午9點57分55秒意識到發生了叛亂，賈拉驚呼道：“有什麼事情嗎？打架了嗎？”
上午9點58分，愛德華·費爾特在飛機後部衛生間用手機撥打了9-1-1緊急電話。9-1-1接線員約翰·肖接聽了他的電話，並在費爾特把電話掛斷之前告訴了約翰·肖劫機事件。多份新聞報導（最初基於9-1-1主管在無意中聽到電話後的描述）聲稱愛德華·費爾特報告說聽到了爆炸聲並看到飛機上未知位置冒出煙霧，然而這些報導沒有得到肖或後來聽了錄音的費爾特的妻子桑德拉之證實。
西西·萊爾斯再次用手機打電話給她的丈夫，告訴他乘客正在強行進入駕駛艙。賈拉開始左右晃動飛機，使乘客失去平衡，並在上午9點58分57秒對駕駛艙內的另一名劫機者說：“他們想進入這裡。抓住，從裡面抓住。從裡面抓著。抓著。 ”隨後在上午9點59分52秒改變了戰術，上下傾斜機頭以擾亂攻擊。
駕駛艙錄音機捕捉到了撞擊聲、尖叫聲以及玻璃和盤子破碎的聲音，5秒內，駕駛艙外連續3次傳來劫機者痛苦或求救的叫喊聲，表明在看守駕駛艙門口的劫機者遭到了乘客的襲擊:103。賈拉後來於上午10點整3秒穩定了飛機，五秒後，他問道：“是嗎？我們結束吧？” 另一名劫機者回答說：“不。還沒有。等他們都來了，我們就把事情解決了。”不久之後，賈拉再次使飛機上下傾斜。
背景中的一名乘客在上午10點整25秒喊道：“在駕駛艙裡！如果我們不這麼做，我們就會死！”，十六秒後，另一名乘客喊道：“滾吧！”，這可能是使用餐車來攻擊，因此錄音機捕捉到乘客使用餐車作為攻城錘撞擊駕駛艙門的聲音:104。
賈拉於上午10點1分0秒停止了暴力動作，並背誦了「真主至大」兩遍。然後他問另一名劫機者：“是這個嗎？我的意思是，我們要墮機嗎？” 另一名劫機者回應：“是的，放進去，墜機吧。”乘客們繼續襲擊，並在上午10點2分17秒，一名男乘客說：“把它拉高！”下一秒，劫機者喊道：“拉下來！拉下來！”上午10點2分33秒，賈拉用阿拉伯語絕望地懇求，反复尖叫“把它給我！”，可能指的是飛機的操縱桿:104–105。
駕駛艙內的劫機者大喊“不！”蓋過玻璃破碎的聲音。錄音機上最後說出的話語是一個平靜的英語聲音，指示“拉高”。隨後飛機在距離華盛頓特區約20分鐘飛行時間墜入賓夕法尼亞州石溪鎮的一片空地上，在墜毀前，錄音機上的最後一次記錄是在上午10點3分9秒，而最後一次飛行數據記錄時間為上午10點3分10秒。
對於乘客是否成功闖入駕駛艙，甚至打破駕駛艙門，一些乘客家屬和調查官員存在分歧。《九一一委員會報告》的結論是：“劫機者仍然掌控著控制權，但他們肯定已經判斷出乘客們只需要幾秒鐘就能制服他們。”許多乘客家屬在聽到錄音後認為，乘客闖入駕駛艙並殺死了至少一名守衛駕駛艙門的劫機者；一些人將這段錄音檔解讀為乘客和劫機者為操縱桿而進行的反擊。
副總統迪克·切尼在白宮的總統緊急行動中心下令擊落聯航93號班機，但據報導在得知墜機事件後表示：“我認為那架飛機上剛剛發生了英雄事蹟。”

## 坠机

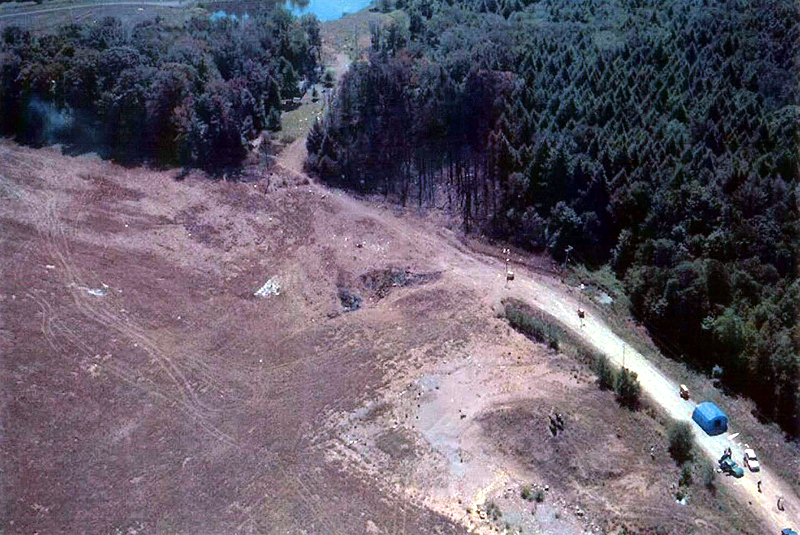
聯航93號班機墜毀地點的空照圖

上午10點3分11秒，在賓夕法尼亞州印第安湖和尚克斯維爾附近，飛機墜毀在薩默塞特縣石溪鎮的PBS煤炭公司擁有的一個被稱為“鑽石T礦”（英語：Diamond T. Mine）的再生煤露天礦附近之田地裡。這架波音757的剩餘燃油量為5,500至7,000美制加侖（21,000至26,000公升；4,600至5,800英制加侖），爆炸並釋放出火球，燒焦了附近的鐵杉樹林。包括駕駛艙在內的飛機三分之一的碎片散落在遠處，且進入樹林，摧毀了蘭伯特家族擁有的163英畝（66公頃）土地上的樹木，並損壞了附近巴里·胡佛的住所。飛機的其餘部分埋在泥土中，而這些泥土在1990年代被運到廢棄露天礦進行複墾工作。機身和機翼在鑽進地表下時破碎了。其中一台發動機最終落入距主撞擊地點僅2,000英尺（670碼；610）的集水池中。
美國國家運輸安全委員會報告稱，該航班以563英里每小時（489節；252每秒；906每小時）的速度以40度機頭朝下的俯衝姿態墜毀。撞擊後留下了一個深8至10英尺（2.4至3.0）、寬30至50英尺（9.1至15.2）的坑洞。驗屍官裁定，墜機時機上所有還活著的人均因鈍器外傷當場死亡。許多媒體報導和目擊者稱，墜機時間是上午10點6分或10點10分；對該地區地震數據的初步分析得出結論，墜機發生在上午10點6分，但「9·11」事件調查委員會報告指出，這一分析並不明確，因此被撤回。其他媒體和「9·11」事件調查委員會根據飛行記錄儀停止時間、雷達數據、紅外衛星數據和空中交通管制傳輸的分析，報告撞擊時間為上午10點3分。

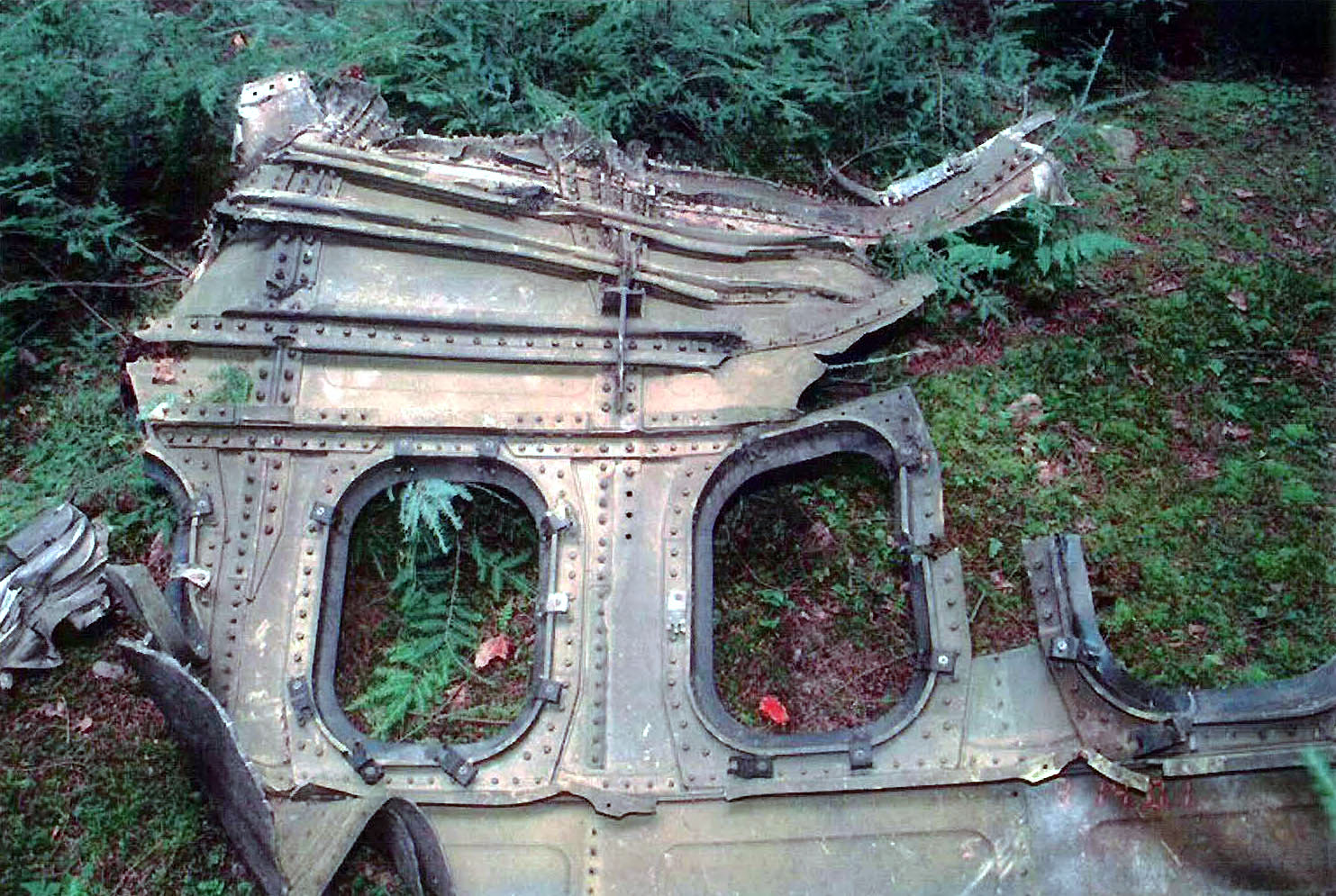
墜機地點的機身殘骸

石溪鎮居民內文·蘭伯特是飛機撞地已知的唯一目擊者，他說他看到飛機以45度角急速墜落到地面時，呈現上下顛倒姿態。當地居民凱莉·勒沃奈特聽到飛機的聲音時，正在觀看襲擊事件的新聞：“我聽到飛機飛過的聲音，我走出前門，看到飛機正在下降。它正朝著學校方向飛行，這讓我驚慌失措，因為我的三個孩子都在那裡。我然後聽到了爆炸聲，感受到了爆炸聲，看到了火焰和煙霧。”另一位目擊者埃里克·彼得森聽到飛機的聲音時抬起頭來：“它足夠低，我想你可以數出鉚釘的數量。你可以看到飛機的頂部比腹部更多。飛機偏一側。發生了巨大的爆炸，你可以看到火焰。這是一次巨大、巨大的爆炸。火焰，然後冒煙，然後是巨大的蘑菇雲。”
當瓦爾·麥克拉奇聽到飛機的聲音時，她正在觀看襲擊的畫面。她短暫地看到了它，然後聽到了撞擊聲。事故導致電力和電話中斷。麥克拉奇抓起相機，拍下了爆炸產生的煙雲的唯一一張已知照片。2011年9月，在襲擊發生10週年前夕，戴夫·伯克比爾（2010年2月逝世）在距墜機地點5.8英里（9.3）遠的藍鳥巷的院子裡拍攝了一段升騰煙雲的影片在YouTube上發布。

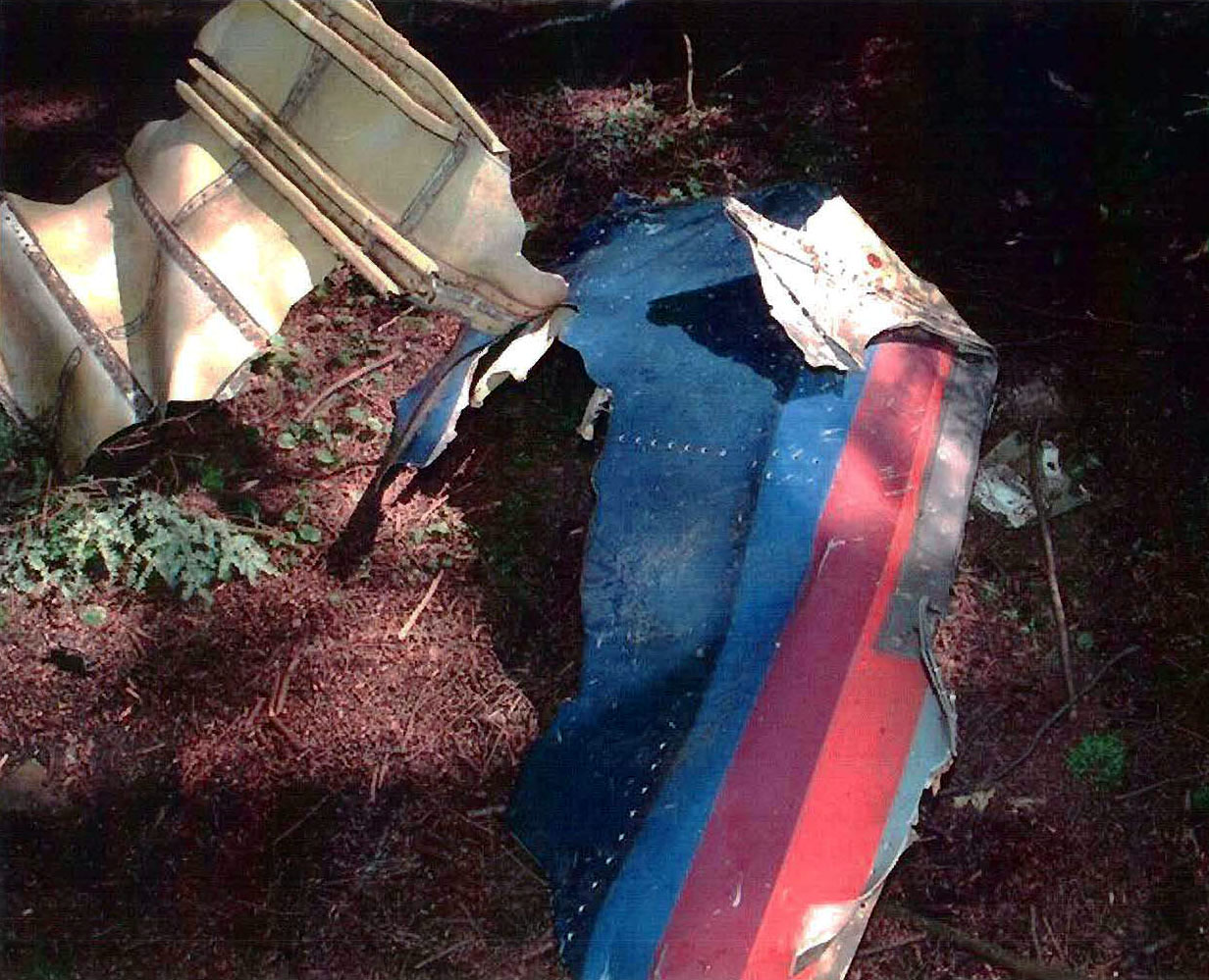
墜機現場發現93號班機殘骸。飛機上使用的聯合航空“戰艦灰”塗裝清晰可見

第一批救援人員於上午10點6分後到達墜機現場。克利夫蘭中心管制員並不知道航班已墜毀，於上午10點7分通知東北防空部門（NEADS），聯航93號班機機上裝有炸彈，並經過了最後已知位置。這是軍方第一次接到關於這次飛行的通知。巴林格於上午10點10分向聯航93號班機發送了最後一條ACARS信息：“不要轉飛華盛頓。這不是一個選擇。”一分鐘後他又重複了這條信息。赫恩登指揮中心向FAA總部通報聯航93號班機於上午10點13分墜毀。NEADS致電華盛頓航線交通控制中心，詢問聯航93號班機的最新情況，並收到該航班墜毀的通知。
上午10點37分，美國有線電視新聞網（CNN）記者亞倫·布朗在報導世界貿易中心倒塌事件時宣布：“我們正在收到報告，我們收到了大量報告，我們希望在確認或未確認報告時小心地告訴大家，但我們收到一份報告稱，一架波音747客機在賓夕法尼亞州墜毀，目前尚未得到證實。”並在上午10點49分跟進報導：“我們現在收到一份報告，今天早上，一架大型飛機在賓夕法尼亞州西部的薩默塞特縣機場以北墜毀，距離匹茲堡不太遠，大約80英里（130）左右，是一架波音767噴射客機。不知道那是誰的航空公司，那架飛機是誰的，除了我剛才給你的信息之外，我們沒有任何更多細節。”在混亂中，他還錯誤地報導了第一架被劫持飛機墜毀後飛往五角大樓的情況。

## 后续

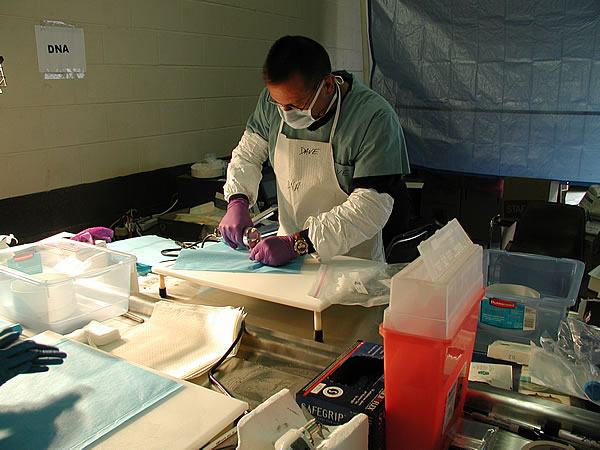
墜機現場做DNA修復

聯航93號班機在撞擊後劇烈碎裂。大部分飛機殘骸是在撞擊坑附近發現的。調查人員發現了非常輕的碎片，包括紙張和尼龍，散佈在距離新巴爾的摩撞擊點長達8英里（13）的地方。在1.5英里（2.4）外的印第安湖 (賓夕法尼亞州)發現了其他小型飛機碎片。所有人類遺骸均在撞擊點周圍70英畝（28公頃）的區域內發現。
薩默塞特縣驗屍官沃利·米勒參與了遺骸的調查和鑑定。在檢查殘骸時，他唯一能看到的人體部分是脊椎骨的一部分，之後發現並鑑定了1,500塊人類遺骸，總重約600磅（272），佔總數的8%，而其餘的遺骸被撞擊所吞噬。調查人員於2001年9月22日確認了4名受害者，並於9月24日確認了11名受害者，另外在9月29日之前確認了另一人的身份。截至2001年10月27日，已確認34名乘客的身份。
截至2001年12月21日，已完成辨認機上所有人員的身份，但遺體支離破碎而使調查人員無法確定飛機墜毀前是否有遇難者死亡。40名遇難者的死亡證明將死因列為他殺，並將四名劫機者的死因列為自殺。受害者的遺體和個人物品已歸還給家屬，並通過消除過程確認的劫機者遺骸已移交給聯邦調查局（FBI）作為證據。

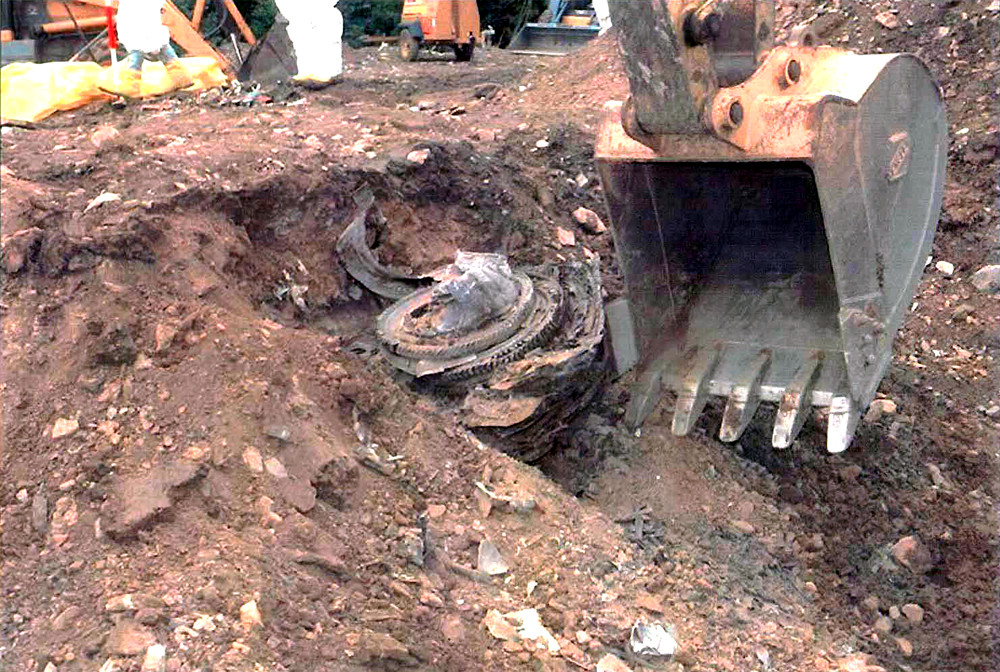
出土的其中一台發動機

調查人員還在打火機中發現了一把藏刀，並於2001年9月13日和14日分別找到了飛行資料記錄器和駕駛艙通話記錄器。錄音機被發現埋在撞擊點下方25英尺（8）處。聯邦調查局最初拒絕公佈錄音，也拒絕了國會女議員艾倫·陶雪和機上人員家屬的請求。雖然錄音通常只提供給政府墜機調查人員和飛機失事訴訟當事人，但聯邦調查局破例允許聯航93號班機受害者的親屬在2002年4月18日的閉門會議上收聽錄音。作為訴訟程序的一部分，扎卡里亞斯·穆薩維審判的陪審員聽取了錄音帶，其錄音筆錄於2006年4月12日公開發布。應受害者家屬的要求，錄音尚未向公眾發布。

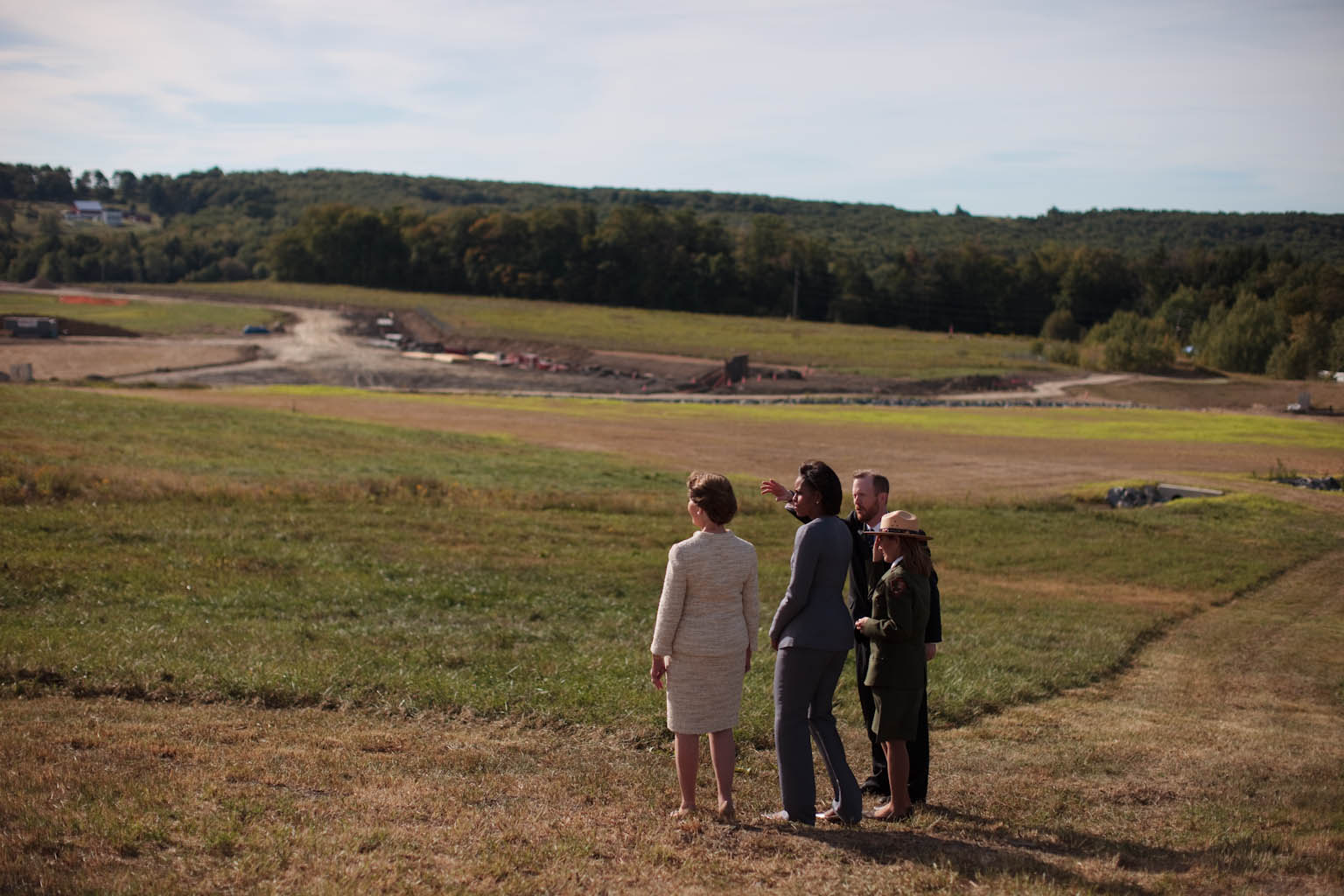
2010年9月11日，前第一夫人米歇爾·奧巴馬和劳拉·布什調查墜機現場

2001年9月19日，聯航93號班機上的乘客（劫機者除外）和機組人員被提名為國會金質獎章。國會議員比爾·舒斯特在2006年為此提出了一項法案，並於2014年9月11日獲得批准。獎章的正面刻有“A common field one day, a field of honor forever（譯：一日為共同領域，永遠為榮譽之地）”和“Act of Congress 2011（譯：2011年國會法案）”字樣，其背面刻有40顆星（為了紀念每位乘客和機組人員）、一隻緊握月桂樹枝的哨兵鷹、美國國會大廈的西正面、以及題詞“We honor the passengers and crew of Flight 93 who perished in a Pennsylvania field on September 11, 2001. Their courageous action will be remembered forever.（譯：我們向2001年9月11日在賓夕法尼亞州領土上喪生的93號班機的乘客和機組人員表示敬意。他們的勇敢行動將被永遠銘記。）”
比默的最後一句話“我們動手吧”成為全國流行語。紐約與新澤西港務局將紐瓦克機場的名稱從「紐瓦克國際機場」更改為「紐瓦克自由國際機場」，也在A航站樓的A17登機口懸掛美國國旗以紀念此事件。另外聯航93號班機一直是各種電影和紀錄片的主題，包括《911事件：勇氣航班》、《聯航93號》和故事片《聯航93》。
劫機事件後，聯合航空停止使用93號班機。但根據報導，2011年5月，美聯航將重新使用93號和175號班機，作為大陸航空運營的代碼共享航班，引發了一些媒體和代表美聯航飛行員的工會的強烈抗議。聯合航空事後表示，重新使用是一個錯誤，並表示這些數字是“無意中恢復的”，並且不會重新使用。

### 可能的目標物
儘管調查人員表示主要候選目標是美國國會大廈和白宮，並認為國會大廈是這兩個選擇中最有可能的，但聯航93號班機的預定目標從未得到明確證實。劫機者被迫應對的兩次挫折（總長88分鐘）意味著，即使乘客沒有決定反擊，地面上的傷亡也將是微乎其微的。上午9點37分撞向五角大樓的事件清楚地表明，襲擊的範圍超出了紐約市，因此必須立即全面疏散位於華盛頓特區、馬里蘭州和弗吉尼亞州的所有聯邦政府大樓的人員。到上午9點45分，比聯航93號班機最早預計抵達時間上午10點13分早了28分鐘時，國會大廈和白宮都已空無一人。
在襲擊發生之前，哈立德·谢赫·穆罕默德、奥萨马·本·拉登和穆罕默德·阿提夫制定了一份潛在目標清單。本·拉登想要摧毀白宮和五角大樓，谢赫·穆罕默德想襲擊世界貿易中心，這三人都想襲擊國會大廈，而沒有其他人參與最初的目標選擇。本·拉登告訴九一一策劃者拉姆齊·本·希卜，讓他向穆罕默德·阿塔建議，他更願意將白宮作為目標，而不是國會大廈。阿塔警告本·希卜，這會很困難，但同意將白宮作為可能的目標，並建議他們保留國會大廈作為替代方案，以防白宮太難對付。最終，阿塔告訴本·希卜，賈拉計劃襲擊國會大廈。阿塔簡短地提到了襲擊核設施的可能性，但在其他攻擊飛行員表示反對後態度軟化了。根據阿塔和本·希卜在襲擊前兩天的交流，白宮將是第四架飛機的主要目標，國會大廈是次要目標。如果任何飛行員無法到達預定目標，他就會讓飛機墜毀。
襲擊發生後，立即有人猜測戴维营可能是預定目標。根據被俘基地组织成員阿布·祖拜達的證詞，美國官員認為白宮是預定目標。九一一事件後，半島電視台記者尤斯里·福達對哈立德·謝赫·穆罕默德和本·希卜的採訪稱，聯航93號航班正飛往國會大廈。《九一一委員會報告》引用了機組人員和乘客為防止白宮或國會大廈被毀而採取的行動。根據謝赫·穆罕默德的進一步證詞，本拉登更喜歡國會大廈而不是白宮作為目標。本·拉登的司機薩利姆·哈姆丹告訴審訊者，他知道飛機正飛往國會大廈。

### 戰鬥機的反應
來自華盛頓特區空軍國民警衛隊第121战斗机中队的兩名F-16戰鬥機飛行員馬克·薩斯維爾和希瑟·彭尼奉命緊急升空攔截，因為沒有時間武裝飛機，他們打算以撞擊方式擊落聯航93號班機（911前華盛頓特區的戰機並沒有武裝及隨時升空保護特區的準備），只不過他們並不知道戰機升空時聯航93號班機已經墜毀。
安德魯斯空軍基地的一名戰鬥機飛行員比利·哈奇森聲稱，他在空中時通過瞄準鏡發現了聯航93號班機，並計劃首先向發動機和駕駛艙發射訓練彈，然後用自己的噴射飛機撞擊客機。他的敘述發表在林恩·斯賓塞的《感人歷史》一書中。「9·11」事件調查委員會的高級法律顧問約翰·法默指出，這是不可能的，因為哈奇森所屬的中隊直到聯航93號班機墜毀35分鐘後於上午10點38分才升空。當「9·11」事件調查委員會詢問哈奇森為何提出這一虛假聲明時，他拒絕回答並揚長而去。
北美空防司令部（NORAD）向「9·11」事件調查委員會表示，戰鬥機會在聯航93號班機抵達華盛頓特區的目標之前攔截該航班，但委員會不同意，稱“NORAD直到飛機墜毀後才知道飛機被劫持”，並得出結論，如果它沒有墜毀，它可能會在上午10點23分前抵達華盛頓特區。《九一一委員會報告》指出，NEADS戰鬥機追擊了達美航空1989號班機，該航班被認為是被劫持的，而委員會另外發現NORAD和FAA提供的證詞不准確。

### 紀念
墜機現場在襲擊發生後幾天內，遊客自發留下的悼念物形成了一個臨時紀念碑。事故發生後一個月內，全國各地的基金會開始籌集資金，為遇難者紀念碑提供資金。

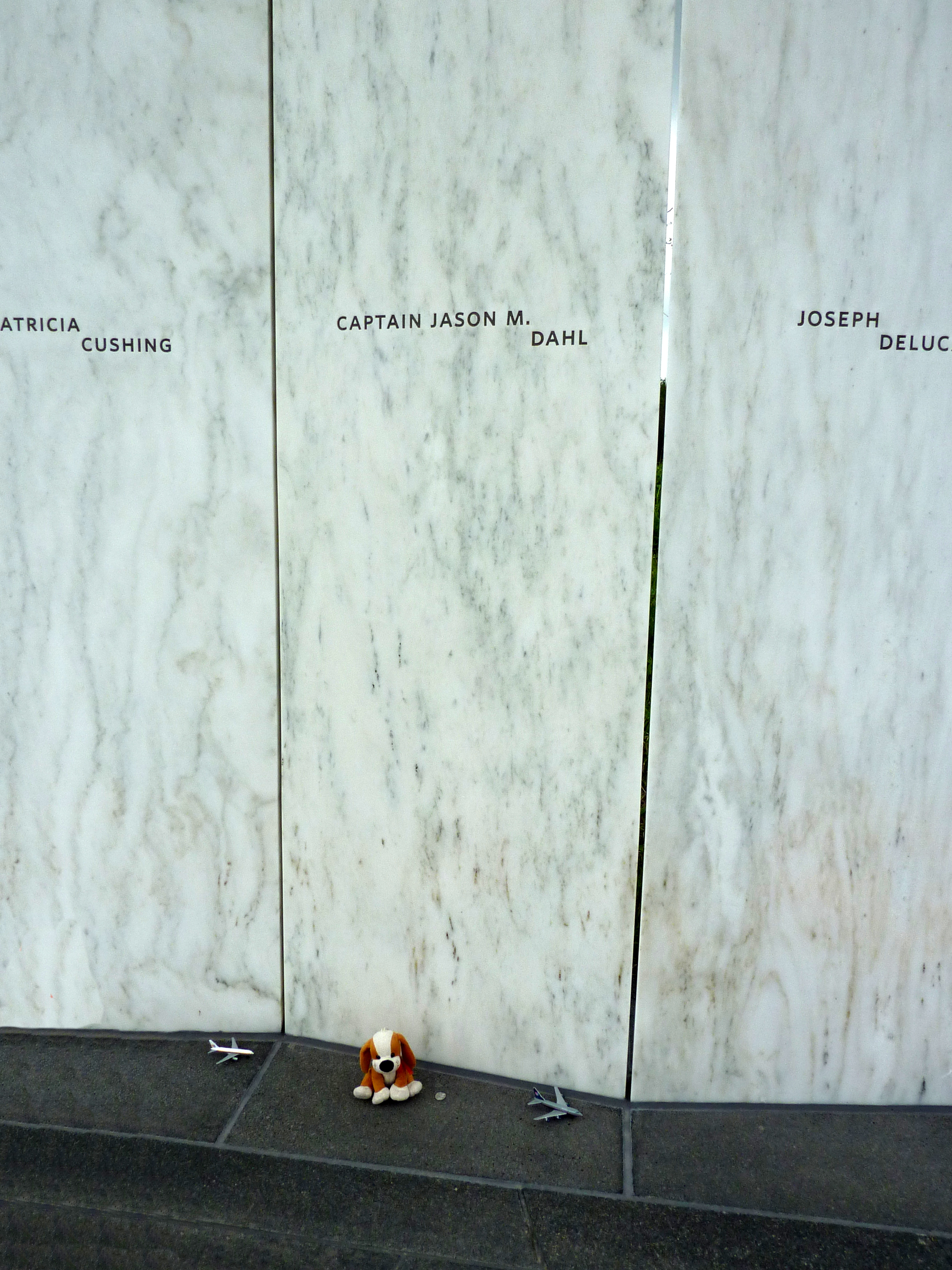
聯合航空93號國家紀念館一隅

襲擊事件發生兩年後，聯邦官員成立了93號班機國家紀念諮詢委員會，負責為永久紀念碑提出設計建議，並舉辦一場全國設計競賽，作為在賓夕法尼亞州聯航93號班機墜毀地建立了一座公共紀念碑的設計方案。獲獎設計“擁抱的新月”（英語：Crescent of Embrace）於2005年9月7日從1,011份提交的作品中脫穎而出。該場地規劃有一條巨大的新月形通道，沿外弧種有紅楓樹和糖楓樹。
這一設計在資金、尺寸和外觀方面遭到了反對。共和黨眾議員查尔斯·H·泰勒認為該項目“不現實”而阻止了該項目的1000萬美元聯邦資金，但後來共和黨國會領導人說服他默許政治壓力並開始批准聯邦資金，其擬議的設計也吸引了批評者對於在新月設計中看到了伊斯蘭象徵意義。
2009年8月31日，土地所有者與國家公園管理局宣布達成協議，允許以950萬美元購買土地。帶有白色大理石名字牆的紀念區於2011年9月10日，即墜機10週年紀念日的前一天落成。以混凝土和玻璃搭建的遊客中心於2015年9月10日在山上可俯瞰紀念館的地方開放，而紀念館內的遊客中心和名字牆均與飛行路徑對齊，另外最後一件作品“聲音之塔”（英語：Tower of Voices）於2018年9月9日舉行的儀式上落成。

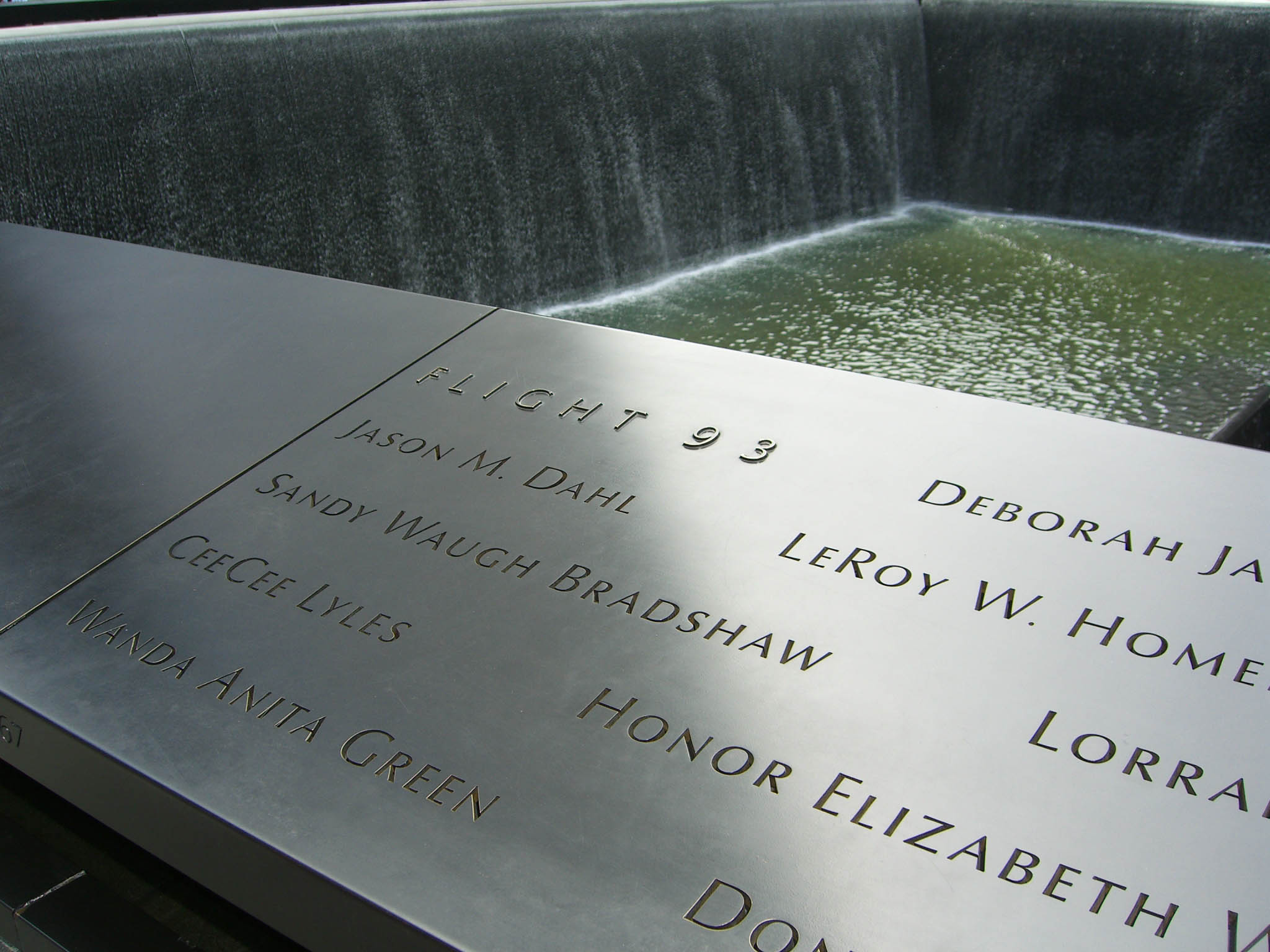
九一一國家紀念博物館南池面板刻有聯航93號班機罹難者姓名

西西·萊爾斯是機上的空服人員之一。2003年，萊爾斯的一座雕像在她的家鄉佛羅里達州皮爾斯堡揭幕，此後這座雕像被全國認可為眾多襲擊事件紀念碑之一。2007年8月9日，美國219號公路位於薩默塞特縣靠近聯合航空93號國家紀念館的路段被共同簽署為93號班機紀念公路。在九一一國家紀念博物館，聯航93號班機遇難者的名字被刻在南池的S-67和S-68面板上。
在墜機事件十六週年之際，副總統迈克·彭斯在追悼會上發表講話：“Without regard to personal safety, they [the victims] rushed forward to save [our] lives ... I will always believe that I and many others in our nation's capital were able to go home that day and hug our families because of the courage and sacrifice of the heroes of Flight 93.（譯：他們不顧個人安危，衝上前去拯救生命……我永遠相信，由於93號班機英雄的勇氣和犧牲，我和我們國家首都的許多其他人那天能夠回家並擁抱我們的家人。）”
2018年6月21日，聯航93號班機的剩餘殘骸在一場私人儀式中被埋葬在墜機現場，該殘骸自墜機以來一直存放在倉庫的集裝箱中。在儀式之前，人們在殘骸中手工搜尋了幾年前可能遺漏的個人物品和遺骸。

## 受害者
乘客（不包括劫機者）和機組人員來自：
| 國籍   | 乘客 | 機組人員 | 總數 |
| ------ | ---- | -------- | ---- |
| 美国   | 30   | 7        | 37   |
| 德国   | 1    | 0        | 1    |
| 日本   | 1    | 0        | 1    |
| 新西兰 | 1    | 0        | 1    |
| 總數   | 33   | 7        | 40   |

## 延伸閱讀
- Buell, Tonya. . Rosen Publishing Group. 2003年. [兒童版]
- Homer, Melodie. . Langdon Street Press. 2012年.
- Jefferson, Lisa D.; Middlebrooks, Felicia. . Northfield Publishers. 2006年.
- Kashurba, Glenn J. . Saj Publishing. 2002年.

## 外部連結
- United Airlines Flight #93 Cockpit Voice Recorder Transcript from CNN. (Archive from CNN; Archive at webcitation.org)
- Flight 93 National Memorial Campaign （页面存档备份，存于） (官方網站)
- . National Park Service.   [2023-07-06]. （原始内容存档于2008-04-11） （英语）.
- Dunning, Brian. . Skeptoid. 2007-01-19  [2023-07-06].